# Apseån
Apseån is een van de (relatief) kleine riviertjes die het Zweedse eiland Gotland rijk is. De rivier is gelegen in het gebied rond Burs. De rivier is genoemd naar de oude boerderij Apse Gård, dat het tot de Runeborg (vroegere encyclopedie van Scandinavië) wist te brengen.